# (402920) Tsawout
(402920) Tsawout es un asteroide perteneciente al cinturón de asteroides, descubierto el 7 de octubre de 2007 por el astrónomo canadiense D. D. Balam desde los Observatorios de Mauna Kea (Hawái, Estados Unidos).

## Designación y nombre
Designado provisionalmente como 2007 TH142. Fue nombrado en homenaje al pueblo autóctono de Canadá, componente de las primeras naciones, Tsawout.